# Luke Moore
Luke Isaac Moore (født 13. februar 1986 i Birmingham, England) er en engelsk fodboldspiller, der spiller som angriber . Han har tidligere spillet for West Bromwich Albion, Aston Villa samt på lejemål for Derby County og Wycombe Wanderers.